# Long Crichel
Long Crichel – wieś i były civil parish w Anglii, w Dorset, w dystrykcie (unitary authority) Dorset, w civil parish Crichel. W 2001 civil parish liczyła 81 mieszkańców. Long Crichel jest wspomniana w Domesday Book (1086) jako Circel.